# Karhatalom

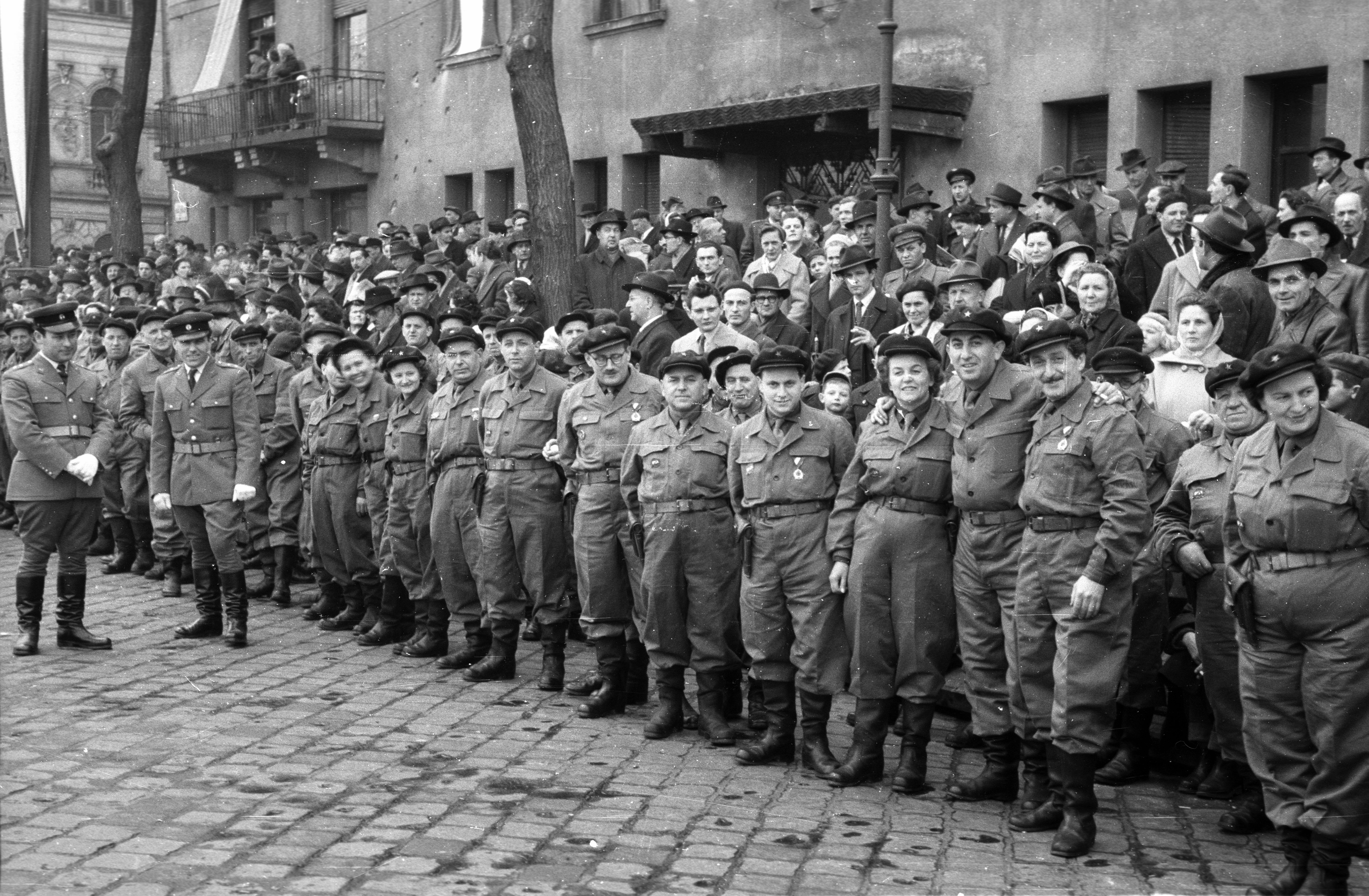
Pufajka nélküli karhatalmisták sorfala a nézők és a katonai díszszemle résztvevői között 1958. április 4-én

A karhatalom a hatósági intézkedések végrehajtásához szükséges fegyveres erő.  Katonai, rendőri karhatalom; kirendeli a karhatalmat; karhatalmat vesz igénybe. Ellenszegülés esetén karhatalom igénybevételének van helye. A karhatalom indokolatlan alkalmazásáért a vétkes közhivatalok felelős. 1878-ban a Büntető törvénykönyv 472. §-a szerint hivatalos hatalommal való visszaélés bűntette miatt 5 évig terjedő fegyházzal, hivatalvesztéssel, s politikai jogai gyakorlatának felfüggesztésével büntetendő a közhivatalnok, ki a fegyveres erőt jogos indok nélkül alkalmazza vagy a beavatkozásra felhívja. Ha a fegyver használata által súlyosabban büntetendő bűntett követtetett el, ennek büntetése alkalmazandó.

## Nemzetőrség
Az 1956-os forradalom idején szervezett karhatalom.

## Pufajkások
A Kádár-diktatúra által a levert 1956-os forradalom maradék rendszerellenes tevékenységének vérbefojtására és az új diktatúra megszilárdítására létrehozott karhatalmi ezredek – közkeletű nevükön, „pufajkások”.